# Les Cent-Acres
 Les Cent-Acres  es una población y comuna francesa, en la región de Alta Normandía, departamento de Sena Marítimo, en el distrito de Dieppe y cantón de Longueville-sur-Scie.

## Demografía
| 61 | 68 | 51 | 48 | 44 | 39 |
| Para los censos de 1962 a 1999 la población legal corresponde a la población sin duplicidades (Fuente: INSEE [Consultar]) |    |    |    |    |    |